# Orlin Orlinov
Orlin Marinov Orlinov (in bulgaro Орлин Маринов Орлинов?; Teteven, 8 agosto 1988) è un ex calciatore bulgaro, di ruolo centrocampista.

## Carriera
Orlinov comincia la sua carriera professionistica al Litex Loveč, con cui debutta nel campionato bulgaro all'età di 17 anni. Nel 2006 lo Slavia Sofia compra Orlinov per €100,000. Grazie a delunti prestazioni di Zdravko Lazarov e Deniran Ortega trova facilmente un posto da titolare, ma viene prestato allo Spartak Varna nel gennaio 2009. L'unico goal segnato con la maglia dello Spartak lo mette a segno proprio contro la sua ex squadra, lo Slavia Sofia. Il 3 giugno 2009 segna un contratto annuale con il CSKA Sofia, con opzione per il secondo anno.